# Mitch Schauer
Mitch Lee Schauer (Pawhuska, 18 dicembre 1955) è uno scrittore statunitense.
È noto per aver creato la serie a cartoni animati di Nickelodeon Angry Beavers - Catastrofici castori.
Ha una moglie sposata di nome Cindy, e tre figli: Stacy, Chelsea e Robert.

## Cartoni animati
- I 13 fantasmi di Scooby-Doo
- Catastrofici castori